# Ярра-Рейнджес (графство)
Графство Я́рра-Ре́йнджес (англ. Yarra Ranges Shire) — район местного самоуправления Виктории (Австралия) в восточных и северо-восточных пригородах Мельбурна, в долине Ярры и на хребте Данденонг. Площадь — 2469,9 км². Население по оценке 2015 года — 150 661 человек.
Графство образовано в 1994 г. путём слияния графств Шербрука, Лиллидейла, Хилсвилла и Аппер-Ярры.

## Совет
Ярра-Рейнджес разделено на девять районов, каждый из которых избирает одного советника сроком на четыре года.

### Районы
- Билланук
- Листер (назван в честь Уильяма Листера, импресарио, владевшего молочной фермой в этом районе)
- Мелба (назван в честь дамы Нелли Мелба)
- О’Шаннасси (название от реки и водохранилища О’Шаннасси, которые в свою очередь названы в честь Джона О’Шанасси, премьера Виктории).
- Райри (назван в честь Уильяма Райри, посадившего первый виноградник в этом районе)
- Стритон (назван в честь сэра Артура Стритона, художника, жившего в Олинде)
- Уоллинг (назван в честь Эдны Уоллинг, ландшафтного дизайнера)
- Чандлер (назван в честь семьи первопоселенцев)
- Чернсайд (назван в честь Джорджа Чернсайда, поселенца в Мурулбарке и владельца особняка Уэрриби-парк)

### Текущий состав
| Район      | Пригороды | Партия | Партия      | Советник          | Избран |
| ---------- | --- | ------ | ----------- | ----------------- | ------ |
| Билланук   | Лилидейл, Маунт-Эвелин, Уондин-Норт |        | Независимый | Тим Хинан         | 2016   |
| Листер     | Белгрейв, Белгрейв-Хайтс, Белгрейв-Саут, Каллиста, Лайзерфилд, Мензис-Крик, Нарре-Уоррен-Ист, Селби, Шербрук, Текома, Те-Пэтч                           |        | Независимый | Майк Кларк        | 2015   |
| Мелба      | Лилидейл, Мурулбарк |        | Независимый | Терри Эйвери      | 2005   |
| О’Шаннасси | Дон-Вэлли, Глэдисдейл, Ходлс-Крик, Лончинг-Плейс, Макмэхонс-Крик, Милгроув, Пауэлтаун, Рифтон, Уорбертон, Уэсберн, Вури-Яллок, Ярра-Джанкшен, Йеллингбо |        | Независимый | Джим Чайлд        | 2012   |
| Райри      | Бэджер-Крик, Чам-Крик, Колдстрим, Диксонс-Крик, Грюйер, Хилсвилл, Стилс-Крик, Таррауарра, Ярра-Глен, Йеринг                                             |        | Независимый | Фиона Макаллистер | 2012   |
| Стритон    | Ферни-Крик, Монтроз, Маунт-Данденонг, Олинда, Сассафрас, Тремонт, Аппер-Фернтри-Галли, Апуи                                                             |        | Независимый | Ноэль Клифф       | 2003   |
| Уоллинг    | Килсайт, Мурулбарк, Монтроз |        | Независимый | Лен Кокс          | 1982   |
| Чандлер    | Калорама, Маклсфилд, Монбалк, Севилл, Силван, Уондин, Олинда (частично), Монтроз (частично), Маунт-Эвелин (частично)                                    |        | Независимый | Тони Стивенсон    | 2016   |
| Чернсайд   | Чернсайд-Парк, Мурулбарк |        | Независимый | Ричард Хиггинс    | 2016   |

## Пригороды и посёлки

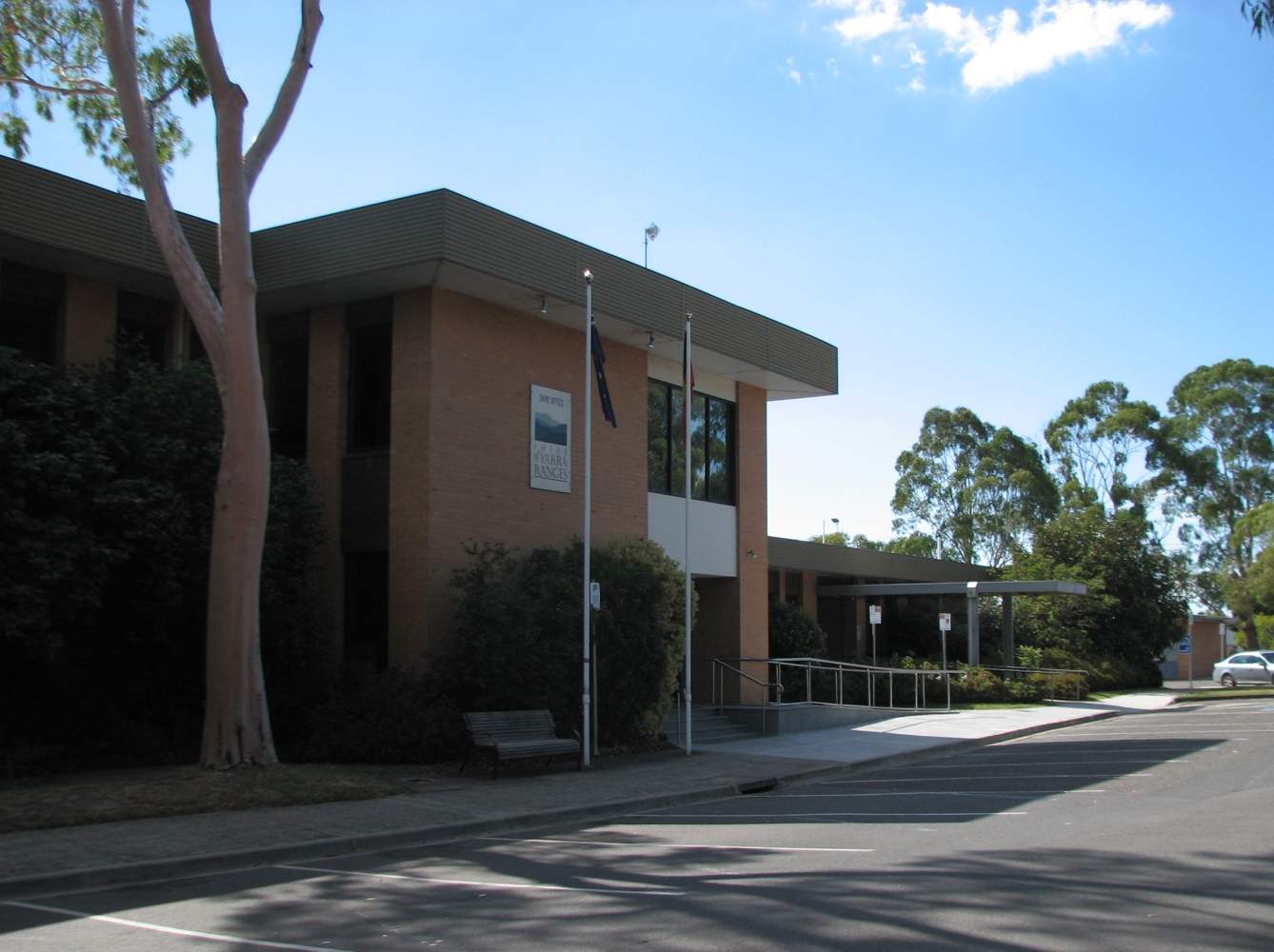
Контора графства, Лилидейл

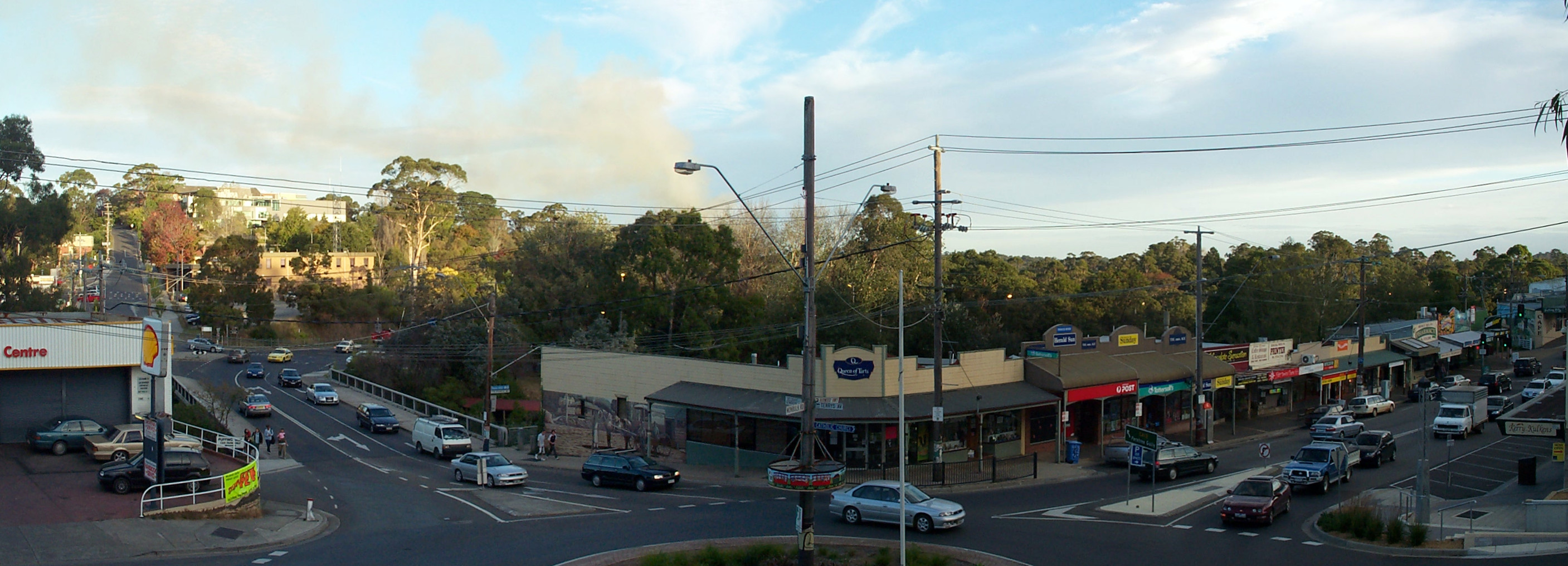
Белгрейв, пригород в составе самоуправления

Пригороды и посёлки в границах графства:
| Пригороды - Белгрейв - Белгрейв-Хайтс - Белгрейв-Саут - Чернсайд-Парк - Аппер-Фернтри-Галли - Килсайт - Лилидейл - Монтроз - Мурулбарк - Маунт-Эвелин - Нарре-Уоррен-Ист - Текома - Апуи | Горные районы - Ферни-Крик - Каллиста - Калорама - Маклсфилд - Мензис-Крик - Монбалк - Маунт-Данденонг - Олинда - Сассафрас - Селби - Шербрук - Силван - Те-Пэтч - Тремонт | Сельские районы (северо-восток) - Бэджер-Крик - Чам-Крик - Колдстрим - Диксонс-Крик - Грюйер - Хилсвилл - Стилс-Крик - Таррауарра - Ярра-Глен - Йеринг | Сельские районы (восток) - Дон-Вэлли - Ходлс-Крик - Лончинг-Плейс - Милгроув - Пауэлтаун - Севилл - Севилл-Ист - Уондин-Ист - Уондин-Норт - Уорбертон - Уорбертон-Ист - Уэсберн - Вури-Яллок - Ярра-Джанкшен - Йеллингбо |

## Важные магистрали
- Бервудское шоссе (штатное шоссе 26)
- Кентербери-роуд / Суонси-роуд (штатное шоссе 32)
- Марундское шоссе (штатное шоссе 34 / B300)
- Белгрейв-Халлам-роуд / Монбалк-роуд / Херфорд-роуд / Андерсон-стрит (C404)
- Белгрейв-роуд (штатное шоссе 26)
- Олинда-Монбалк-роуд / Эмералд-Монбалк-роуд
- Уорбертонское шоссе (B380)
- Хилсвилл-Ку-Уи-Рап-роуд (C411)
- Маунт-Данденонг-роуд (Турист-роуд, штатное шоссе 22)